# Niccolò Tucci
Niccolò Tucci (Lugano, 1º maggio 1908 – New York, 10 dicembre 1999) è stato uno scrittore e giornalista italiano.

## Biografia
Nacque nel 1908 a Lugano (Svizzera) da Leonardo Tucci (Laterza 1870 − Agliana 1944) e da Mary Krafft Behr (Mosca 1877 – Agliana 1939) una esule moscovita ereditiera dei beni del padre Waldemar Behr, ricco industriale di origine tedesca proprietario in Russia di vaste foreste espropriate dalla rivoluzione d'ottobre. Compì i primi studi in Svizzera e nel 1917 si trasferì con la famiglia in Italia, vivendo dapprima a Firenze e provincia.

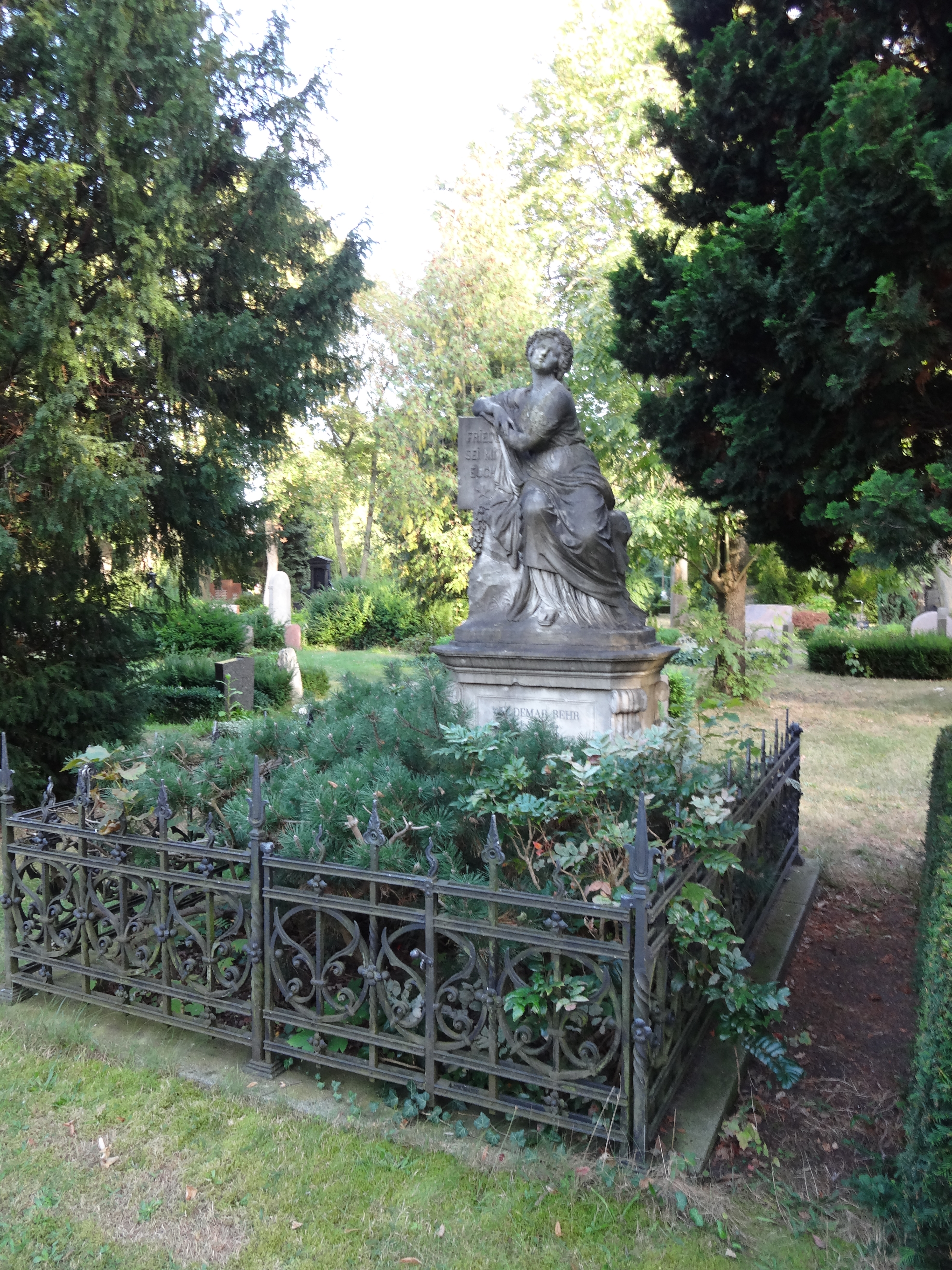
Tomba di Waldemar Behr

Nel 1921 da Cavriglia in Valdarno, dove il padre esercitava la libera professione medica, la sua famiglia si spostò definitivamente ad Agliana, un Comune della piana pistoiese nel quale il padre aveva ottenuto la nomina a medico condotto.
In questi luoghi, fra il 1921 ed il 1931, Niccolò Tucci trascorse gli anni formativi della sua adolescenza. In questo paesaggio, che egli seppe interiorizzare e tra la gente di queste campagne egli ambientò molti dei suoi racconti, sia italiani che americani, spesso sostituendo i toponimi con altri risalenti alla dominazione longobarda della zona.
In questo periodo non frequentò alcuna scuola, né pubblica né privata; l'istruzione secondaria gli fu impartita da entrambi i genitori, venendogli tuttavia a mancare il confronto e la compagnia dei coetanei.
Nel 1931-1932 studiò negli Stati Uniti d'America. Dopo un fugace ritorno in Italia, visse in Germania e poi, nel 1933, si iscrisse all'Università di Berkeley. A seguito della lettura degli scritti di Giovanni Gentile tornò nuovamente in Italia per aderire al fascismo: si laureò nel 1936 a Firenze, in Scienze politiche ed ebbe come compagno di studi universitari Indro Montanelli.  Nello stesso anno si sposò con Laura Rusconi, che gli darà due figli (Vieri e Maria).
Dal 1937 visse a New York: vi era stato inviato dal governo italiano con l’incarico di svolgere propaganda filofascista tra i connazionali emigrati in quel paese. Egli prese contatto con i fuorusciti antifascisti, in particolare con Gaetano Salvemini, Max Ascoli ed Enrico Fermi il quale invece lo convinse a diventare antifascista.
Acquisì la cittadinanza statunitense nel 1953; collaborò con numerose riviste, tra cui il New Yorker, Harper's Magazine, New Republic e Village Voice. Fu autore di romanzi e racconti in inglese e in italiano, pubblicando per Garzanti e Mondadori in Italia e per Knopf, New Directions e Simon & Schuster a New York. Scrisse anche alcuni lavori teatrali, ma solo in inglese.
 
Nel 1956 vinse il Premio Viareggio Opera Prima per Il Segreto e nel 1969 vinse il Premio Bagutta per Gli atlantici.

Tornò in Italia in occasione dei premi letterari, ma non soltanto. Invitato dall’amico Mario Pannunzio, collaborò con la rivista letteraria Il Mondo scrivendo una serie di articoli che furono pubblicati tra il maggio 1953 ed il settembre 1954. Occasionalmente non mancò di fare visita alla tomba di famiglia, nel cimitero di S.Piero Agliana, dove sono sepolti i suoi genitori e la sorella Sonia (deceduta nel 1940).
Morì il 10 dicembre 1999 nel suo appartamento di New York.
Pochi giorni dopo la sua scomparsa Cesare Garboli, scrisse un articolo in suo ricordo. Così fecero pure Indro Montanelli, Furio Colombo e Giorgio Soavi.
Tucci viene anche ricordato da Tiziano Terzani alla pagina 105 del suo Un Altro Giro di Giostra ed alla pagina 236 di La fine è il mio inizio.Viene anche ricordato nella biografia di Angela Terzani Staude (L'età dell'entusiasmo) come loro frequentazione assidua a New York  nel 1968 ,durante il  periodo americano della coppia.
Nel 2002 il Municipio di Agliana deliberò di intitolare una piazza a Niccolò Tucci.

## Opere

### Narrativa
- Il segreto, Milano, Garzanti, 1956, premio Viareggio Opera Prima[11]
- Before my time, New York, Simon & Schuster, 1962, con prefazione di Doris Lessing.
- Unfinished funeral, New York, Simon & Schuster, 1964
- Gli atlantici: dei e semidei, Milano, Garzanti, 1968
- Confessioni involontarie, Milano, Mondadori, 1975
- The Sun and the Moon, New York, Knopf, 1977
- The rain came last and other stories, New York, New Directions, 1990, con prefazione di Mary McCarthy.

### Teatro
- Nixon: Man for one season
- Murder in the Oval room
- Bullshit in the China Cabinet
- La Plume de ma te detente
- Nixon in the Egosphere
- Oedipus President
- Posterity for Sale

### Articoli in italiano
- Curiosità punita.[12]
- America motivo fisso.[13]
- Il posto più bello.[14]
- Un vecchio avvocato.[15]
- I reprobi e i reietti.[16]
- Modesto proposito per salvare i monumenti.[17]